# Мпенза, Паси
Паси Мпенза (фр. Pasi Mbenza; род. 12 декабря 1966) — конголезский шоссейный велогонщик. Участник летних Олимпийских игр 1988 года.

## Карьера
В 1988 году был включён в состав сборной Заира на летних Олимпийских играх в Сеуле. На них выступил в командной гонке с раздельным стартом на 100 км. По её результатам сборная Заира (в которую также входили Кимпале Мосенго, Нджибу Нголоминги и Мобанге Амиси) заняла 28 место, уступив занявшей первое место сборной ГДР 24 минуты.